# 이창호 (1956년)
이창호(李昌昊, 1956년 11월 7일 ~ , 경북 성주)는 대한민국의 공무원이다.

## 학력
- 보성고등학교 졸업
- 고려대학교 행정학 학사
- 서울대학교 행정대학원
- 오리건대학교 대학원 경제학 석사

## 경력
- 제21회 행정고시 합격
- 경제기획원 경제기획국 자금계획과 근무
- 경제기획원 경제기획원 예산총괄과 근무
- 경제기획원 경제교육조사과장
- 재정경제원 예산실 방위예산담당관
- 기획예산처 재정정책과장
- 기획예산처 기획총괄과장
- 주 미국 대한민국 대사관 워싱턴 기획예산참사관
- 기획예산처 산업재정심의관
- 기획예산처 디지털예산회계시스템추진기획단장
- 기획예산처 공공혁신본부장
- 기획예산처 재정전략실장
- 통계청장
- 한국거래소 경영지원본부장
- 한국거래소 유가증권시장본부장
- 국립한국재활복지대학 총장
- 한국수력원자력 비상임이사

| 전임 김대유 | 제10대 통계청장 2007년 8월 9일 ~ 2008년 3월 6일 | 후임 김대기 |